# Stupčevići
Stupčevići (en serbe cyrillique : Ступчевићи) est un village de Serbie situé dans la municipalité d'Arilje, district de Zlatibor. Au recensement de 2011, il comptait 968 habitants.

## Démographie
| 1948  | 1953  | 1961  | 1971 | 1981 | 1991 | 2002 | 2011 |
| ----- | ----- | ----- | ---- | ---- | ---- | ---- | ---- |
| 1 133 | 1 186 | 1 050 | 939  | 927  | 957  | 952  | 968  |

|  |